# 俞丽拿
俞丽拿（1940年10月—），浙江鄞县（今宁波市鄞州区）姜山镇人，出生于上海；中国小提琴演奏家、教育家。现任上海音乐学院教授，全国音乐家协会理事，“俞丽拿小提琴艺术基金”董事长。

## 生平
俞丽拿自幼开始学习钢琴；1951年进上海音乐学院附中学习，后又考入上海音乐学院管弦系。1962年毕业后，即留校任教至今；曾任上海音乐学院小提琴、中提琴教研室主任、学科带头人等职务；1991年，获聘为教授。1993年至2008年间，俞丽拿曾连任第八、九、十届全国政协委员。
1993年，俞丽拿成立了中国第一个以艺术家名字命名的“俞丽拿小提琴艺术基金”，旨在推动中国小提琴尖端人才的培养。 

## 作品
为庆祝中华人民共和国建国十周年，上海音乐学院指派学生创作团队为国庆献礼，當中有何占豪和陳鋼；从而，诞生了《梁祝小提琴协奏曲》。1959年5月27日，《梁祝》首演大获成功；18岁的俞丽拿作为主创人员之一，同时也是首演者，因而名声大噪。这部作品在国内外产生重大影响，成为中国音乐经典，唱片发行逾100万张。
她还曾多次赴国外演奏，担任国内国际音乐比赛评委。

## 荣誉
- 1960年，参加德国柏林“国际弦乐四重奏比赛”，获第四名。
- 1989年，荣获首届“金唱片奖”（中国唱片总公司颁发）。
- 1992年，荣获“文化部优秀专家”称号。
- 1992年，获国务院颁发之“政府特殊津贴”。
- 1993年，“上海市劳动模范”称号。
- 1994年，获“高雅艺术奖”（上海宝钢）。
- 2001年，“全国模范教师”称号。

## 学生
俞丽拿培养的学生填补了多项国际小提琴大赛中国选手的空白。其中有王之炅，曾获得芬兰“西贝柳斯”国际小提琴演奏大赛第三名。黄蒙拉曾获得意大利“帕格尼尼”小提琴演奏大赛金奖。

## 外部連結
- 爱国情 奋斗者 | 俞丽拿：因为有爱，弓弦上的“祝英台”永不老
- 俞丽拿教授为中国乐派名家讲坛（第三十五期）作“梁祝的故事”讲座  （页面存档备份，存于）